# Jože Zidar
Jože Zidar (* 7. September 1927 in Jesenice, Königreich Jugoslawien; † 25. Dezember 2012) war ein jugoslawischer Skispringer und späterer slowenischer Journalist.

## Werdegang
Zidar startete bei der ersten Vierschanzentournee 1953 auf der Paul-Außerleitner-Schanze in Bischofshofen. Mit dem 20. Platz dort erreichte er am Ende den 25. Platz der Tournee-Gesamtwertung.
Bei den Olympischen Winterspielen 1956 in Cortina d’Ampezzo erreichte er im Einzelspringen mit Sprüngen auf 75 und 75 Meter Rang 22.
Mit der Vierschanzentournee 1957/58 bestritt er sein letztes großes internationales Turnier. Nachdem er das Springen in Oberstdorf noch ausließ, erreichte er auf der Großen Olympiaschanze in Garmisch-Partenkirchen Platz 34. Von der Bergiselschanze in Innsbruck kam er über Rang 41 nicht hinaus. Die Tournee beendete er mit einem 22. Platz in Bischofshofen und damit schlussendlich auf Rang 43 der Tournee-Gesamtwertung.

## Erfolge

### Vierschanzentournee-Platzierungen
| Saison  | Platz | Punkte |
| ------- | ----- | ------ |
| 1953    | 25.   | 176,4  |
| 1957/58 | 43.   | 569,9  |